# جاشا سوتيرلين
جاشا سوتيرلين (بالألمانية: Jasha Sütterlin )‏ (و. 1992  م) هو راكب دراجة هوائية ألماني، ولد في فرايبورغ، شارك في سباق طواف فرنسا 2017.

## سباقات أو مراحل فاز بها
| التاريخ        | السباق                                                      | المركز                                          |
| -------------- | ----------------------------------------------------------- | ----------------------------------------------- |
| 01 يناير 2010  | 2010 UCI Road World Championships – Junior men's time trial | المركز الثاني                                   |
| 01 مايو 2013   | طواف دي بريتاجن 2013                                        | المركز الثالث                                   |
| 18 يوليو 2013  | 2013 European Road Cycling Championships Men U23 ITT        | المركز الثالث                                   |
| 24 يونيو 2016  | بطولة ألمانيا لسباق الطريق ضد الساعة 2016                   | المركز الثاني                                   |
| 15 يناير 2017  | 2017 People's Choice Classic                                | العاشر في التصنيف العام                         |
| 07 مايو 2017   | طواف كوميونيداد مدريد 2017                                  | السادس في تصنيف النقاط                          |
| 14 يناير 2018  | 2018 People's Choice Classic                                | التاسع في التصنيف العام                         |
| 09 سبتمبر 2018 | طواف بريطانيا 2018                                          | السادس في التصنيف العام، التاسع في تصنيف النقاط |
| 29 مارس 2019   | إي ثري هاريل بيك 2019                                       | التاسع في التصنيف العام                         |
| 19 سبتمبر 2020 | أوكولو سلوفينسكا 2020                                       | الخامس في التصنيف العام                         |
| 25 سبتمبر 2020 | سباق الزمن في بطولة العالم 2020                             | المرتبة 16 في التصنيف العام                     |

## روابط خارجية
- جاشا سوتيرلين على موقع الاتحاد الدولي للدراجات (الإنجليزية)
- جاشا سوتيرلين على موقع أرشيف الدراجات (الإنجليزية)
- جاشا سوتيرلين على موقع إحصائيات الدراجات الإحترافية (الإنجليزية)
- جاشا سوتيرلين على موقع نسبة الدراجات (الإنجليزية)
- جاشا سوتيرلين على موقع CycleBase (الإنجليزية)